# Zatoka poprzeczna

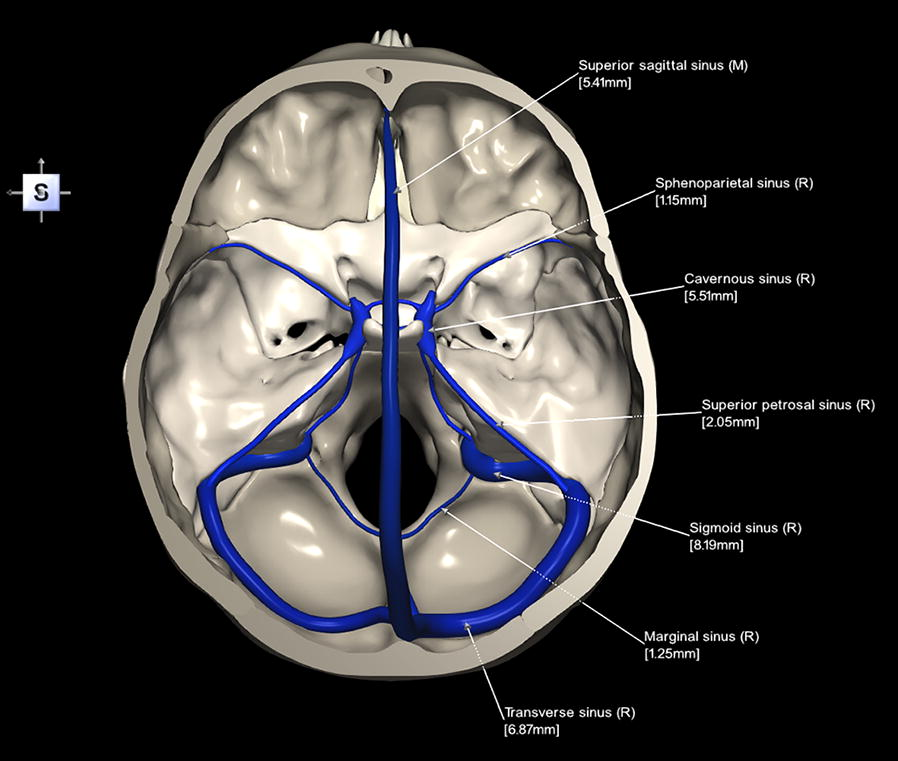
Zatoki opony twardej, widok od góry. Zatoka poprzeczna podpisana Transverse sinus.

Zatoka poprzeczna (łac. sinus transversus) – w anatomii człowieka parzysta zatoka opony twardej mózgowia, należąca do grupy górnej (tylno-górnej) zatok. Rozpoczyna się w spływie zatok, od którego biegnie obustronnie poziomo, łukowato w bok, w bruździe zatoki poprzecznej wewnętrznej powierzchni kości potylicznej wzdłuż tylnego i bocznego przyczepu namiotu móżdżku. W kącie sutkowym kości ciemieniowej zakręca w dół, przechodząc w zatokę esowatą. Jej dopływami są żyły móżdżku, żyły dolne mózgu, żyły wypustowe i żyły śródkościa.